# Jadunath Sarkar

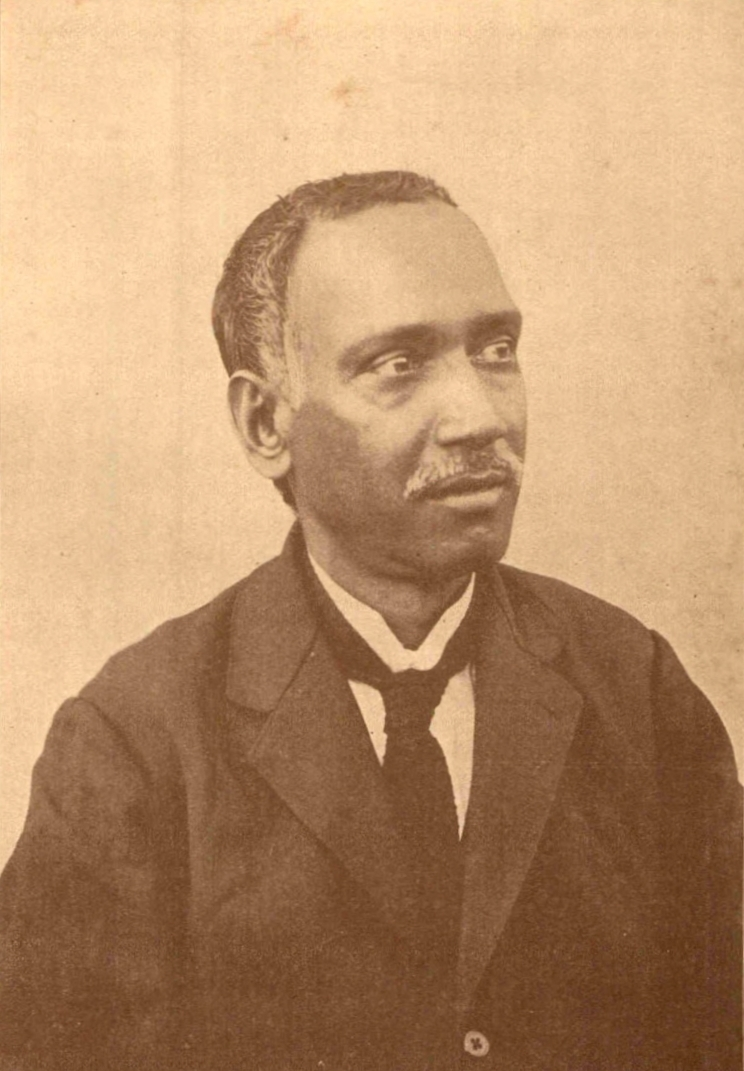
Jadunath Sarkar, 1926

Jadunath Sarkar (ganz links) 1937 im Kollegenkreis

Sir Jadunath Sarkar (bengalisch যদুনাথ সরকার Yadunāth Sarakār; 10. Dezember 1870 in Karachmaria bei Rajshahi in Bengalen – 15. Mai 1958 in Calcutta, dem heutigen Kolkata) war ein indischer Historiker aus Bengalen.

## Leben

### Herkunft und Ausbildung
Sarkar wurde als einer von sieben Söhnen eines Zamindars (Großgrundbesitzers) aus der Schreiber-Kaste der Kayastha (Lal), die zum Kshatriya-Adel zählten, in Ost-Bengalen, damals Britisch-Indien, heute Bangladesch, geboren. Bereits der Vater, Rajkumar Sarkar (1840–1914), hatte sich als Erster Sekretär der Rajshahi Organisation, einer Wohlfahrtsorganisation des Distrikts, und als Angehöriger der Reformbewegung des Brahmo Samaj sozial und kulturell stark engagiert. Nach einer Schul- und Ausbildungszeit an Colleges in Rajshahi und Calcutta, der damaligen Hauptstadt Britisch-Indiens, sowie am dortigen Presidency College legte er 1892 die Magisterprüfung (M.A.) im Fach Englisch an der University of Calcutta mit Auszeichnung ab.

### Lehrtätigkeit, Ämter und Publikationen
Anschließend lehrte er zunächst von 1893 bis 1896 am dortigen Ripon College, 1896 bis 1898 am Metropolitan College Englisch, erlangte 1894 die Premchand Roychand Studentship, die höchste akademische Auszeichnung der Universität, und trat 1898 den Dienst als Englischprofessor am Presidency College an. Nach seinem Wechsel ans College in Patna (1899) wechselte er 1902 ins Fach Geschichte, das er bis zu seiner Pensionierung im Jahr 1926 lehrte. Bereits 1901 war sein Buch über den Mogulkaiser Aurangzeb erschienen (India of Aurangzib), das er in den folgenden Jahren bis 1924 zur fünfbändigen History of Aurangzib vervollständigte. Auch für die vierbändige Darstellung der darauf folgenden Periode (Fall of the Mughal Empire, 1932–1950) benötigte er mehr als zwei Jahrzehnte.
1917 bis 1919 war Sarkar Dekan der historischen Fakultät der 1916 neu gegründeten Banaras Hindu University in Varanasi und von 1919 bis 1923 Englischprofessor am Ravenshaw College in Cuttack/Odisha. 1918 wurde er in den Indian Education Service (IES, 1896–1924) berufen, der die Ausbildung indischer Nachwuchskräfte bündelte und wo er sich für höhere akademische Standards und eine Reform des Prüfungssystems einsetzte.
Aufgrund seiner Verdienste wurde Sarkar 1926 zum Companion of the Order of the Indian Empire (C.I.E.) ernannt. 1926 bis 1928 war er Vizekanzler der Universität Calcutta. 1929 als Knight Bachelor („Sir“) geadelt, war er von 1929 bis 1932 ernanntes Mitglied des Bengal Legislative Council, einer Einrichtung mit vorwiegend beratender Funktion in Fragen von Erziehung, Gesundheit und öffentliche Arbeiten.
Sarkar war unter anderem Gründungsmitglied, Präsident und bis 1941 „Herz und Seele“ der Indian Historical Records Commission (gegründet 1919), der Royal Asiatic Society of Bengal sowie von deren Bombay Branch und eines der ganz wenigen Ehrenmitglieder der Royal Asiatic Society of Great Britain (1923).

### Historische Konzeption
Unzufrieden mit der Abhängigkeit der Geschichte der Mogulzeit von wenigen, meist europäischsprachigen Quellen, bemühte sich Sarkar von Anfang an, die Quellenbasis um zeitgenössische Dokumente und Quellen, vor allem in den heimischen Sprachen, zu erweitern. Auf zahlreichen Archivreisen und als Präsident der Historical Records Commission förderte er die Materialien zutage, die er seinen Geschichtswerken und zahlreichen Beiträgen und Aufsätzen in Englisch als auch in Bengali – auch für eine breite Öffentlichkeit –, zugrunde legte. Gemäß seiner Überzeugung, wonach aus der Geschichte Lehren gezogen werden könnten und historisches Wissen daher weite Verbreitung finden sollte, sorgte er stets für eine maßvolle Preisgestaltung seiner Bücher.
Seine Werke über Aurangzeb, über den Niedergang des Mogulreichs sowie seine Fortsetzung von William Irvines Later Mughals (2 Bände, 1922) zeugen von ausgedehnten Sprachen- und Quellenkenntnissen – außer Bengali beherrschte er Englisch, Hindi, Hindustani/Urdu, Sanskrit, Persisch, Marathi, Französisch und Portugiesisch – und verschafften den Arbeiten rasch den Rang von Standard- und Referenzwerken, den sie bis heute innehaben. Durch die Besichtigung zahlreicher Schlachtfelder vor Ort gelang es ihm zudem, seinen Schilderungen entscheidender militärischer Auseinandersetzungen Lokalkolorit und Glaubwürdigkeit zu verleihen.

### Sarkars Stellung in der europäischen und indischen Geschichtsschreibung
Sarkar war der Überzeugung, dass die indische Geschichtsschreibung am Anfang des 20. Jahrhunderts dort stehe, wo sich die europäische zu Beginn des 19. befunden habe. Er konzentrierte seine Darstellung daher auf die Chronologie, die Schilderung der Abläufe und die Charakteristik der handelnden Personen; für eingehendere Studien und Strukturanalysen sah er die Zeit noch nicht gekommen. Seine Vorbilder, was Methode, Stil und Zweck der Geschichtsschreibung anging, waren dabei neben anderen die Deutschen Ranke, Niebuhr und Mommsen sowie die Briten Macaulay und Gibbon. Als historische Person schätzte er besonders Napoleon wegen dessen Effektivität und Zeitmanagements.
Die Mogulzeit (1526–1858), die Sarkars Arbeitsschwerpunkt bildete, bewertete er, obwohl er der indischen Unabhängigkeitsbewegung reserviert gegenüberstand, vor allem nach ihrer Bedeutung für die Staats- und Nationenbildung:

„Das Mogulreich hat für Indien in vieler Hinsicht viel getan. Es scheiterte aber daran, die Bevölkerung zu einer Nation zu schmieden oder einen starken, dauerhaften Staat zu schaffen.“

Erst in den Briten sah er – bei aller Kritik an vielen ihrer wirtschaftlichen Maßnahmen – die Überwinder des geistigen, wirtschaftlichen und sozialen Stillstands sowie regionaler Zersplitterung, die die Muslimherrscher hinterlassen hätten; erst sie seien die Erneuerer der bengalischen (Bengalische Renaissance) und indischen Nation als Ganzes. Auch das Aufbrechen von verkrusteten sozialen, religiösen und Kastenschranken sei unter muslimischer Herrschaft nicht gelungen. Für die kastengeplagte indische Gesellschaft und ihre abergläubischen Vorstellungen hatte er nur Spott übrig, so dass ihn konservative Hindus misstrauisch als Abtrünnigen, reformorientierte Brahmos dagegen als in der Wolle gefärbten Hindu betrachteten. Seiner Überzeugung nach mussten, „wenn Indien je eine Nation werden sollte…, Hinduismus und Islam sterben und wiedergeboren werden“ und zwar „gereinigt und verjüngt nach den Gesetzen von Vernunft und Wissenschaft“.
Den Marathen – als der regionalen und Hindu-Opposition gegen die muslimischen Moguln – widmete Sarkar zusammen mit dem Doyen der Maratha-Geschichte und lebenslangen Freund Govind Sakharam Sardesai (1865–1959) mehrere Monographien (Shivaji and his Times 1919; House of Shivaji 1940), in denen er, der Nichtbrahmane und Bengale, freilich mit Kritik an der kühl berechnenden, seiner Ansicht nach aber politisch kurzsichtigen Politik der Marathen nicht sparte.
Neben der Mogulgeschichte verfasste Sarkar auch Monographien zur indischen Allgemein- (India through the Ages, 1928), Regional- (History of Bengal, 1950), Wirtschafts- (Economics of British India, 1909/1919) und Militärgeschichte (Military History of India, 1960) und übersetzte ein hagiographisches Werk über den bengalischen Mystiker und Heiligen Chaitanya (1486–1533), der sich für die Aufhebung der Kastenschranken und die Akzeptanz von Muslimen und Unberührbaren eingesetzt hatte.

### Charakteristik
Sarkar galt als „streng viktorianischer Moralist“, der der Generation, die Indien in die Unabhängigkeit führte, kritisch gegenüberstand; persönlich anspruchslos, selbstdiszipliniert und in seinem Urteil geradeheraus, schätzte er die Engländer aufgrund ihrer „methodischen, gründlichen Art, mit der sie alles unternehmen, und … wegen ihrer überirdischen (divine) Unzufriedenheit mit den Dingen, wie sie sind“. Die Dynamik und der Fortschrittsglaube Europas beeinflussten ihn zutiefst, und in moderner Erziehung auf breiter Grundlage sah er die Voraussetzung für den Aufstieg Indiens. Auch die englische Form der repräsentativen Regierung sagte ihm zu.
Sein Credo als Historiker kam in seinem Beharren auf dem Gebrauch der Primärquellen und dem Erlernen der Quellensprachen zum Ausdruck; auch hier bestand er – nicht immer zur Freude seiner Schüler und Kollegen – auf hohen wissenschaftlichen Standards; für Historiker, die mit „Schere und Klebstoffflasche“ arbeiteten und nur die gedruckte Literatur auswerteten, hatte er wenig übrig. Er wird daher als der „Vater der modernen wissenschaftlichen Forschung in der Geschichtswissenschaft“ bezeichnet.

### Nachwirkung
Wegen seiner politischen Zurückhaltung, seiner Wertschätzung der Briten und seiner zurückhaltenden Art, aber auch aufgrund seines konservativen methodischen Ansatzes ließ Sarkars Einfluss auf die Geschichtsschreibung noch zu Lebzeiten und bald nach der indischen Unabhängigkeit (1947) nach. Sein Biograph musste ihn noch 1974 in der indischen Nationalbiographie gegen den Vorwurf mangelnden Nationalgefühls in Schutz nehmen; strukturgeschichtliche Ansätze, Studien mit dem Schwerpunkt auf wirtschaftlichen und sozialen Themen sowie Detailstudien ließen seine Arbeiten allmählich antiquiert erscheinen. Durch ihre breite Quellengrundlage und wegen der sprachlichen Kompetenz des Verfassers gelten seine Arbeiten aber bis heute als unverzichtbar.

### Ehe, Privatleben, letzte Jahre, Wohnhaus
Sarkar war seit 1893 verheiratet mit Kadambini Chaudhuri aus dem Nachbarort Natore (gest. 1964); aus der Ehe gingen zwei Söhne und drei Töchter hervor.
Sarkar galt als wortkarg, streng – ja schroff – erwies sich aber Freunden und Studenten gegenüber in Rat und Tat als herzlich und großzügig. So lebte der Historiker A. L. Shrivastava (1899–1973) während seiner Forschungsarbeiten lange Zeit „wie ein Familienmitglied“ im Hause der Sarkars in Darjeeling und konnte auf die reichhaltige Bibliothek zugreifen.
Sarkar hat Indien nie verlassen. Sein Schwerpunkt lag auf dem Norden des Landes; die südlichen, dravidischen Landesteile mit ihrem ganz anderen sprachlichen und kulturellen Charakter hat er weder kennengelernt noch historisch bearbeitet.

Die letzten Lebensjahre waren von Schicksalsschlägen überschattet. Sarkar starb im hohen Alter von 87 Jahren.

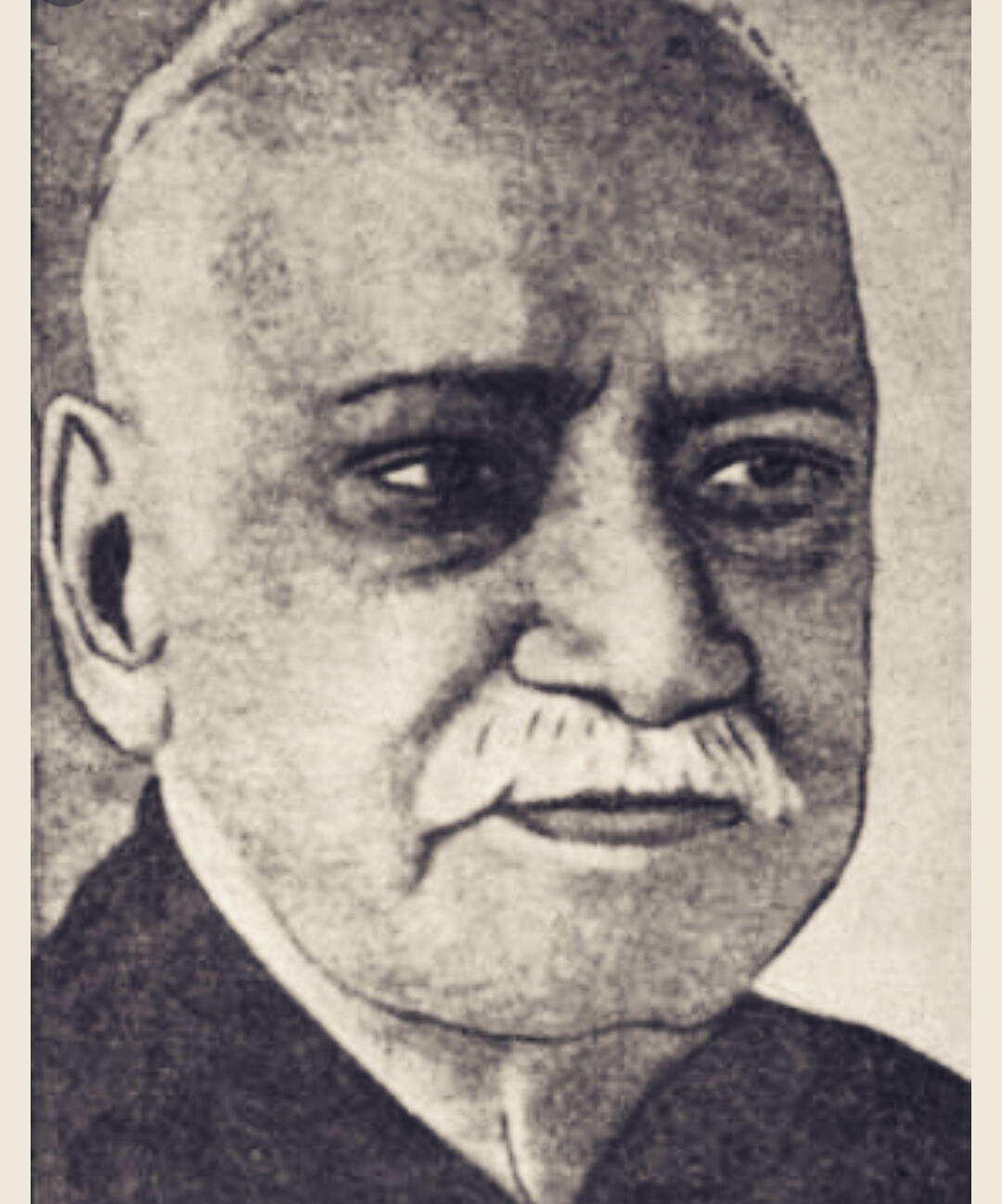
Jadunath Sarkar im Alter

Die Witwe Sarkars hinterließ das Wohnhaus in Kolkata (10, Lake Terrace, heute Jadunath Sarkar Road), in dem die Familie nach der Pensionierung Sarkars wohnte, nach ihrem Tod einem Krankenhaus; 1973 erwarb der Indian Council of Social Science Research (ICSSR) das Gebäude, der Erlös kam dem Jadavpur-Krankenhaus zugute. Das Centre for Studies in Social Sciences, Calcutta (CSSSC), ein Forschungsinstitut des ICSSR, mietete zunächst und kaufte später das Gebäude, vor dem Umzug in neue Räumlichkeiten in Patuli im Jahr 2000. Das Haus beherbergt heute das Jadunath Bhavan Museum and Resource Centre.

### Sarkar als Übersetzer Tagores
Sarkar war einer der ersten, die Rabindranath Tagores Schriften ins Englische übersetzten.

### Zitate
- „… foremost Indian historian of the Mughal dynasty (1526–1857)“ – Encyclopaedia Britannica 2010
- „… für den Gesamtüberblick über die Geschichte des 17. und 18. Jhs [bleiben] die Werke des Altmeisters Jadunath Sarkar unersetzlich“ – Kulke/Leue/Lütt/Rothermund 1982, S. 224
- „Jadunaths Karriere markierte eine Epoche in den indischen Geschichtsschreibung … der Doyen der indischen Historiker… der ‚bengalische Gibbon‘“ – Sarkar 1974, S. 64–65 (aus dem Englischen)
- „Despite all these, Jadunath has narrated events with extraordinary skill and eloquence. The structure he has given to the decline and fall of the Mughal Empire in his account, with some modifications, has remained intact. The picture of the individual Mughal and Maratha nobles moving towards their final destiny like the characters of a Greek tragedy against the background of the decline, with all their personal conflicts, cowardice, heroism and self-sacrifice, so ably created by Jadunath, has remained unsurpassed even to this day.“ – Aniruddha Ray in Banglapedia 2012

## Werke (in Auswahl)

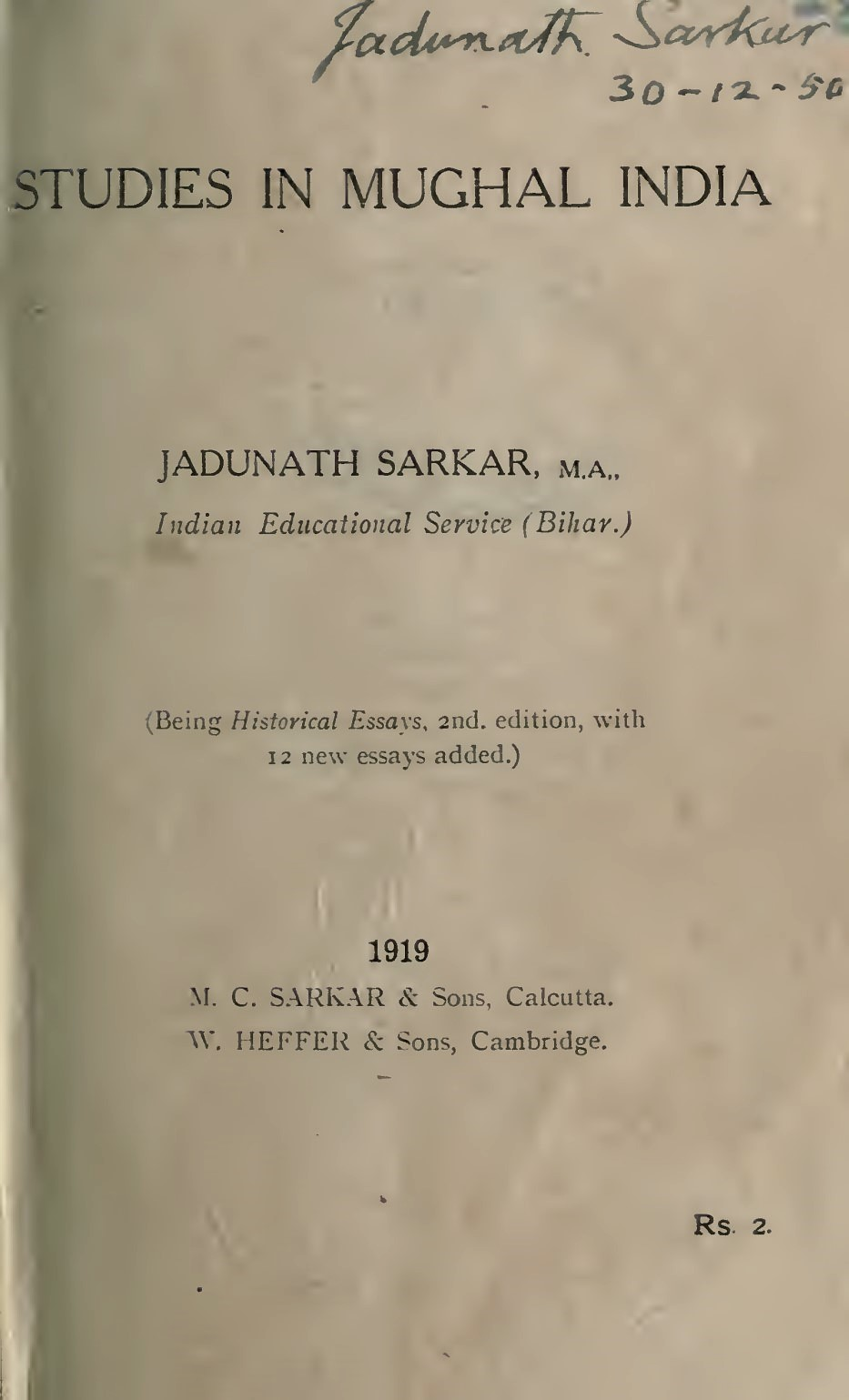
Signatur von Jadunath Sarkar (1875–1958) in seinem Buch „Studies in Mughal India“

Ein bis zum Jahr 1958 reichendes Werkverzeichnis findet sich in Gupta, Life and Letters (1958), S. 108–124
- Anecdotes of Aurangzib and historical essays. Calcutta : Sarkar 1912. 2. Aufl. 1925. 3. erw. und verb. Aufl. 1949 Digitalisat
- History of Aurangzib. Mainly based on Persian sources. Calcutta : Sarkar 1912–1924.
  - 1. Reign of Shah Jahan. 1912 Digitalisat Bd.1
  - 2. War of succession. 1912 Digitalisat Bd.2
  - 3. First half of the reign, 1658–1681. 1916 2. geringf. erg. Aufl. 1921. 3. durchges. u. korr. Aufl. 1928 („minute corrections and remarks“; Vorwort S.ii), in der Sarkar jedoch den in den Vorauflagen noch enthaltenen zweiten Teil der Bibliographie wegließ (Vorwort 3.Aufl. S.ii); der erste Teil erschien in Band II. Digitalisat Bd.3 – Ein Nachdruck der Erstauflage erschien unter dem Titel Northern India, 1658-1681. Based on Original Sources. Longmans, Green und Co. : London 1920.
  - 4. Southern India, 1645-89. 1920. – 2. erw. u. teilw. umgeschriebene Aufl. 1930 mit dem Zusatz Based on Original Sources Digitalisat Bd.4, mit dem in Nachdrucken gelegentlich fehlenden Vorwort
  - 5. The closing years, 1689–1707. Based on Original Sources. 1924 Digitalisat Bd.5
  - (6. Index, in Band 3 der 3. Aufl. 1928 im Vorwort S.ii, angekündigt, aber offenbar nie erschienen)
- A History of Jaipur. Unveröff., um 1930, postum ersch. London : Longmans 1984
- Khuda Bakhsh
- The Fall of the Mughal Empire. 4 Bände, 1932–50, zuletzt aufgelegt als Vierer-Set 2017
  - 1. 1739 to 1754, 1932
  - 2. 1754 to 1771, 1934
  - 3. 1771 to 1788, 1938
  - 4. 1789 to 1803, 1950
- Nadir Shah in India, 1925
- Chaitanya's life and teachings, 1932
- Military History of India. Calcutta : Sarkar 1960
- House of Shivaji (Studies and documents of Maratha History: Royal Period). Calcutta : Sarkar 1940 – Enthält seine sämtliche siebzehn älteren, aber hier oft stark überarbeiteten Aufsätze zur „Königszeit (1626-1700), im Unterschied zur Peshwa-Epoche“ (Vorwort)
- The Rani of Jhansi
- Famous Battles of Indian History
- Chronology of Indian History
- Shivaji (in Bengali)
- Mughal Administration. ii, 152 S. Calcutta : Sarkar 1921 (Patna University Readership Lectures, 1920); 2. Aufl. 1924 (mit 2 zusätzl. Kapiteln), 3. Aufl. 1935, 4. Aufl. 1952 (mit zahlr. Zusätzen und Erweiterungen), 5. Aufl. 1963 (seitengleich mit der 4. Aufl., vii, 256 S.) – Nachdrucke gibt es in der Regel nur von der völlig überholten 1. Aufl., Onlineausgaben nur von der ebenfalls überholten 3. Aufl.!
- Shivaji and his Times. Calcutta : Sarkar 1919; 6. korr. und erw. Aufl. Calcutta : Sarkar 1961
- Anecdotes of Aurangzib (Translated into English with Notes) and Historical Essays. Calcutta : Sarkar 1917. – Englische Übersetzung des Ahkam-i-Alamgiri aus dem Persischen
- Studies in Mughal India, 2. erw. Aufl. 1919 Digitalisat von Sarkars eigenem Exemplar, mit Signatur
- The India of Aurangzib (topography, statistics, and roads) compared with the India of Akbar with extracts from the Khulasatu-t-tawarikh and the Chahar Gulshan Calcutta : Bose Brothers 1901
- A Short History of Aurangzib, 1658-1707. Abridged from the larger work in five volumes, with a map, chronology and index. Calcutta : Sarkar 1930 – 2. rev. Aufl. 1954 Digitalisat der Aufl.1930
- A History of Bengal
- Gemeinsam mit Āzād-āl-Husaini, Karam ʻAli, Yusuf ʻAli: Bengal nawābs, containing Āzād-āl-Husaini's Naubahār-i-Murshid Quli Khāni, Karam ʻAli's Muzaffarnamah, and Yusuf ʻAli's Āhwāl-i-Mahābat Jang. Calcutta : Asiatic Society 1952 (Sir William Jones bicentenary series)
- Later Mughals. 2 Bde. Bd. 1: 1707-1720, Bd. 2: 1719-1739. Calcutta. London : Sarkar. Luzac 1922. – Fortführung von William Irvines Werk
- Aurangzīb (1658-1681) (Kap.VIII, S. 222-259), Aurangzīb (1681-1707) (Kap.X, S. 281-318), Bahādur Shāh, Jahāndar Shāh, Farrukh-Siyar, Rafī-ud-Darajāt and Rafī-ud-Daula (Kap.XI, S. 319-340) und The Hyderābād State (1724-1762) (Kap.XIII, S. 377-391). In: The Cambridge History of India, Vol.IV: The Mughul Period. Cambridge : Cambridge University Press 1937
- Rise of the Maratha Power (1630-1707). In: Maharastra State Gazetteers. History. Part III – Maratha Period. Bombay : Govt.Printing 1967, S. 1-29 – Postum
- Jagadish Narayan Sarkar (Hg.): The military despatches of a seventeenth century Indian general being an English translation of the Haft anjuman of Munshi Udairaj alias Taleyar Khan (Benares ms. 53b – 93b). VIII, 158 S. Calcutta : Scientific Book Agency 1969 – Aus dem Manuskriptnachlass Jadunath Sarkars